# Нилс Ериксен
Нилс Кристијан „Пасан“ Ериксен (5. март 1911 – 5. мај 1975) био је норвешки фудбалер.
На Летњим олимпијским играма 1936. био је члан норвешког тима који је освојио бронзану медаљу на фудбалском турниру. Такође је учествовао на Светском првенству у фудбалу 1938. године. Наступао је 47 пута.
На клупском нивоу већи део каријере провео је у Оду, али је каријеру завршио у Мосу који је исто тако и тренирао.